# NGC 7818
NGC 7818 is een spiraalvormig sterrenstelsel in het sterrenbeeld Vissen. Het hemelobject ligt 272 miljoen lichtjaar van de Aarde verwijderd en werd op 23 oktober 1886 ontdekt door de Amerikaanse astronoom Lewis A. Swift.

## Synoniemen
- UGC 21
- MCG 1-1-19
- ZWG 408.19
- PGC 288